# بزرگراه میان‌ایالتی ۴۳
بزرگراه میان ایالتی ۴۳ (به انگلیسی: Interstate-43، مخفف:I-43) یکی از بزرگراه‌های میان ایالتی آمریکاست که مسیر شمالی-جنوبی داشته و زیرمجموعه ندارد. این بزرگراه کاملاً در ایالت ویسکانسین واقع است.